# 古希腊语
古希腊语 指公元前9世紀至公元前4世紀所有以口头及书面为载体的古希腊语族的方言，時間上包括公元前9世纪至公元前6世纪的古風时期，公元前5世纪至公元前4世纪的古典时期。而公元前3世纪起，以阿提卡方言為基礎，通行於各地的希臘語被稱為通用希臘語，通常會將之與古希臘語諸方言區分開來。
索福克勒斯、阿里斯托芬、柏拉图、亚里士多德都用古希腊的阿提卡方言写作；是雅典黄金时期文学与哲学的语言；现代数学和科学中也有大量词根来自于阿提卡方言。

## 古希臘語方言
古希臘語可以劃分成以下的方言：
- 西部群組
  - 西北希臘語
  - 多利亞方言
- 伊歐里斯群組
  - 伊琴海/亞洲伊歐里斯方言
  - 帖撒羅尼迦方言
  - 皮奧夏方言
- 伊奧尼亞-雅典群組
  - 阿提卡方言
  - 埃維厄島和意大利殖民地方言
  - 基克拉迪群島方言
  - 亞洲伊奧尼亞方言
- 南亚该亚希腊语
  - 阿卡狄亞方言
  - 塞浦路斯方言
  - 旁非利亞方言

## 書寫系統

### 現代書寫標準
古希臘諸方言所使用的字母被統稱為古希腊字母。當時並沒有所謂大小寫的分別，且不同方言的書寫字母間有拼音與字型上的差異。現代所謂的小寫希臘字母是約略於9~10世紀，才從古希臘字母的一種變體——也就是安色尔体——逐漸發展出來。現代的大寫希臘字母是基於安色尔体而發展出來的印刷體，而安色尔体又源自古希臘語伊奧尼亞方言的字母。
古希臘語的詞與詞之沒有間隔。至於書寫的方向，古希臘語常以牛耕式轉行來書寫，如以下的格爾蒂法典(以多利亞方言紀錄，約刻於西元前五世紀前半)：
所以字母也會左右顛倒。
另外，當時也沒有任何標註聲調變化的記號。所以現代書寫古希臘文時，會採用變音符號來標記聲調變化，並加入詞與詞的間隔還有句點、逗號等等以方便斷句和發音。
另外，從通用希臘語開始，古希臘語雙母音裡的逐漸地不再被唸出來，所以抄寫古希臘典籍的中古東羅馬帝國學者將這些「失去聲音」的縮小並下標在前一個元音字母下（如阿提卡碑文的會改拼為）。這種下標方法被稱為約塔下標。雖然約塔下標幾乎是現代抄寫古希臘文的通用標準，但要注意約塔下標是後世添加的拼寫習慣。

### 古希腊字母
一般依據如何表記送氣清塞音/pʰ/, /kʰ/ 和复辅音/ks/, /ps/ ，來將不同地域的（epichoric, 源於）古希臘字母劃分為四大類群：
| 發音     | 發音     | /ks/ | /ps/ | /pʰ/ | /kʰ/ |
| 南類群   | 南類群   |      |      | ,    | ,    |
| 西類群   | 西類群   | ,    |      | ,    | ,    |
| 東類群   | 淡藍     | ,    |      | ,    |      |
| 東類群   | 深藍     | ,    | ,    | ,    |      |
| 伊奧尼亞 |          | ,    | ,    | ,    |      |
| 現代字母 | 現代字母 | Ξ    | Ψ    | Φ    | Χ    |

古希臘字母的四大類群：
西類群：埃维亚岛、庫邁與帕埃斯图姆等義大利本土殖民地
南類群：克里特島、米洛斯島、錫拉島
「淡藍」東類群：阿提卡、帕罗斯岛、纳克索斯岛
「深藍」東類群：伊奧尼亞、科林斯、敘拉古與杰拉等西西里南部殖民地

以下是一些特殊，現代（或說伊奧尼亞方言）不常用的古希臘字母：
| 字母   | 名称 | 讀音 | 額外說明                                                        |
| (Ϝ )   |      | /w/  | 伊奧尼亞方言很早就失去/w/， 但存在於早期的阿提卡方言中。        |
| (Ϻ )   |      | /s/  | 普遍存於各種方言如阿卡迪亞、克里特。                            |
| (Ϙ )   |      | /k/  | 普遍存於各種方言如科林斯。                                      |
| (Ͳ, ϡ) |      | /s/  | 存於早期的伊歐里斯方言，對應到阿提卡方言的與其他方言的。        |
| Ͱ      |      | /h/  | 存於大希腊地區的赫库兰尼姆， 也是現代拿來取代粗气符的替代方案。 |

但有些所謂的「希臘」字母，並不是來自於古希臘語：
| 字母   | 名稱 | 讀音 | 來源                                                                   |
| ------ | ---- | ---- | ---------------------------------------------------------------------- |
| , (Ϛ ) |      | /st/ | 早期希腊小寫（西元9~10世紀）中「」的合寫（現代的外型很像在字尾的變體） |
| Ϸ      |      | /ʃ/  | 來自於巴克特里亚语（西元前3~西元10世紀）                               |

### 老雅典字母
本條目的內容以公元前5世紀的阿提卡方言（雅典方言）為準，而這時的阿提卡方言以西元前403年公告的拼寫改革為分界，之前的正式公告都以老雅典字母（old attic alphabet）書寫；之後則以伊奧尼亞字母。但事實上，在拼寫改革前，伊奧尼亞字母的部分拼寫習慣（如以拼/ɛː/、拼/ɔː/）早就廣為流傳於雅典的各種碑文和書籍上。下表是兩套字母大略的比較表：
| 老雅典字母 | 伊奧尼亞字母 | 名称 (現代拼寫) | 發音                        | 對應腓尼基字母 |
|            |              |                 | /a/, /aː/                   | /ʔ/            |
| ,          | ,            |                 | /b/                         | /b/            |
|            |              |                 | /g/                         | /g/            |
|            |              |                 | /d̪/                         | /d/            |
| ,          | ,            |                 | /e/                         | /h/            |
|            |              |                 | /zd/                        | /d͡z/           |
| ,          | –            |                 | /h/                         | /ħ/            |
| –          | ,            |                 | /ɛː/                        | /ħ/            |
| ,          | ,            |                 | /t̪ʰ/                        | / tˤ/          |
|            |              |                 | /i/, /iː/                   | /j/            |
|            |              |                 | /k/                         | / kʰ/          |
|            |              |                 | /l/                         | /l/            |
| ,          | ,            |                 | /m/                         | /m/            |
| ,          | ,            |                 | /n/                         | /n/            |
| –          | ,            |                 | /ks/                        | /s/            |
|            |              |                 | /o/                         | /ʕ/            |
|            |              |                 | /p/                         | / pʰ/          |
| ,          | ,            |                 | /r/                         | /r/            |
|            |              |                 | /s/                         | /s/            |
|            |              |                 | /t̪/                         | / tʰ/          |
|            |              |                 | /y/, /yː/ (更早為/u/, /uː/) | /w/            |
|            |              |                 | /pʰ/                        | /q/            |
|            |              |                 | /kʰ/                        |                |
| –          | ,            |                 | /ps/                        |                |
| –          |              |                 | /ɔː/                        |                |

## 發音
以下說明的發音以公元前5世紀的阿提卡方言為準。

### 元音
以下的元音表以伊奧尼亞字母輔以現代小寫字母標註：
| 伊歐尼奧(現代) 國際音標 | 前           | 前           | 前           | 後           |
| 伊歐尼奧(現代) 國際音標 | 不圓唇       |              | 圓唇         | 圓唇         |
| ----------------------- | ------------ | ------------ | ------------ | ------------ |
| 伊歐尼奧(現代) 國際音標 | () /i/, /iː/ |              | () /y/, /yː/ | () /uː/      |
| 半閉                    | () /e/       | () /eː/      |              | () /o/       |
| 半開                    | () /ɛː/      | () /ɛː/      |              | () /ɔː/      |
| 開                      | () /a/, /aː/ | () /a/, /aː/ | () /a/, /aː/ | () /a/, /aː/ |

伊奧尼亞字母的拼寫沒有辦法分辨、的長短，所以現代拼寫有時會在字母上加一槓（如）來表示長音，反之短音則上標下凹的圓環（如）或完全不標示任何額外符號。
對於老雅典來說，兩者有以下的不同：
| 音素 | 老雅典  | 伊奧尼亞 |
| ---- | ------- | -------- |
| /ɛː/ | E       | Η        |
| /eː/ | Ε 或 ΕΙ | ΕΙ       |
| /ɔː/ | Ο       | Ω        |
| /uː/ | Ο 或 ΟΥ | ΟΥ       |

老雅典拼寫/uː/ 和 /eː/的方式似乎有些混淆，但其實這是語音變化的結果：
有一部分的/uː/ 和 /eː/是分別由雙母音 /ou̯/ 和 /ei̯/ 演變而來，這些原來的真雙元音（genuine diphthong，縮寫為gen.），老雅典會以 () 與 () 拼寫；另外有些 /uː/ 和 /eː/是元音略縮或是补偿延长所造成的結果，它們被稱為假雙元音（spurious diphthong，縮寫為sp.），這時老雅典字母會分別以 () 和 () 來拼寫。幾乎可以確定從西元前五世紀開始，真假雙元音/eː/都以拼寫；但另一方面，只能確定假雙元音/uː/在西元前6世紀開始逐漸被改寫為。
分辨真假雙元音對學習古希臘語的詞型變化至關重要，因為古希臘的字尾常與詞幹發生元音略縮，但兩者的略縮結果總是不盡相同。

### 元音略縮
下表展示的是阿提卡方言特有的元音略縮：
| 略縮結果 | 略縮結果 | 第二元音 | 第二元音 | 第二元音 | 第二元音 | 第二元音 | 第二元音 | 第二元音 | 第二元音 | 第二元音 | 第二元音 | 第二元音 | 第二元音 | 第二元音 | 第二元音 | 第二元音 |
| 略縮結果 | 略縮結果 |          |          |          |          |          | (gen.)   | (sp.)    |          |          |          |          |          | (sp.)    |          |          |
| -------- | -------- | -------- | -------- | -------- | -------- | -------- | -------- | -------- | -------- | -------- | -------- | -------- | -------- | -------- | -------- | -------- |
| 第一元音 |          |          |          |          |          |          |          |          |          |          |          |          |          |          |          |          |
|          |          |          |          |          |          |          |          |          |          |          |          |          |          |          |          |          |
|          |          |          |          |          | (sp.)    | (sp.)    | (gen.)   |          |          |          | (sp.)    |          | (sp.)    |          |          |          |
|          |          |          |          |          |          |          |          |          |          |          |          |          |          |          |          |          |
|          |          |          |          |          | (sp.)    |          | (sp.)    |          |          |          | (sp.)    |          |          |          |          |          |

### 輔音
以下的輔音表以老雅典字母輔以現代小寫字母標註：
| 老雅典(現代) 國際音標 | 塞音  | 塞音   | 塞音 | 擦音      | 擦音 | 颤音 | 颤音 | 鼻音 | 近音 |
| 老雅典(現代) 國際音標 | 清    | 清     | 濁   | 清        | 濁   | 清   | 濁   | 鼻音 | 近音 |
| 老雅典(現代) 國際音標 | 送氣  | 不送氣 | 濁   | 清        | 濁   | 清   | 濁   | 鼻音 | 近音 |
| --------------------- | ----- | ------ | ---- | --------- | ---- | ---- | ---- | ---- | ---- |
| 唇音                  | () pʰ | () p   | () b |           |      |      |      | () m |      |
| 齿音 / 齿龈音         | () tʰ | () t   | () d | , (, ) s5 | (z1) | (r̥4) | () r | () n | () l |
| 軟顎音                | () kʰ | () k   | () ɡ | (ŋ2)      |      |      |      |      |      |
| 聲門音                |       |        |      | (◌҅) h3    |      |      |      |      |      |

1/z/是在濁輔音字母（如/b/）前的同位異音。
2/ŋ/是在軟顎音字母（κ, , ）前的同位異音。
3老雅典字母被用來拼寫字首的/h/，但伊奧尼亞方言的/h/很早就消失了，所以伊奧尼亞字母並沒有任何拼寫/h/的字母。現代為了避免/h/和/ɛː/混淆，會改用粗气符(◌҅，形狀是一個反逗號)來表示這個阿提卡方言還保留的字首/h/；反之元音前若沒有/h/則上標◌̓，也就是形狀為逗號的柔氣符。
4現代延續中古希腊语的習慣，將某些字首的記為ῥ，可能發為 /r̥/，但碑文似乎都記為。
5現代延續中古希腊语的習慣，將字尾的寫為，但阿提卡方言的碑文會全部寫成或。

#### 同化
當古希臘詞幹和字尾的兩個輔音相互接觸時，第一個輔音常常會被第二個輔音同化：
- 軟顎塞音  , ,  會與後面的(如將來時、弱不定時詞幹的)  /s/ 合寫為 /ks/
- 唇塞音 , ,  會與後面的  合寫為 /ps/。
- 齿塞音 ,  （和）後接  後，常常會消失。
- 在  /tʰ/ 前(如弱不定時被動詞幹的-/)，  變 ， 變  。
- 在  /m/ 前(如完成時中間被動第一人稱單數字尾-)，軟顎塞音變為；唇音變為。
- 在  /t/ 前(如完成時中間被動第三人稱單數字尾-)，軟顎塞音變為；唇音變為。

### 聲調
和現代汉语一樣，聲調是古希臘單字的重要組成部分，但古希臘語通行的時代當下沒有任何標註聲調起伏的符號，直到通用希臘語初期的學者阿里斯托芬（西元前3世紀）發明了變音符號（但大約於西元4世紀初，通用希臘語卻以輕重讀完全取代了聲調變化）。現代的學者能依據這些紀錄，回推出古希臘語單詞和短语的聲調，但更長（如完整句子）的聲調變化卻幾乎沒有頭緒。

#### 揚抑與音拍
為了理解古希臘聲調變化，學者定義所謂的音拍（mora），換句話說，一個音拍相當於一個短元音的長度（ᾰ、和大部分字尾的和）。這樣的話，長元音和大部分的雙母音（除大部分字尾的和以外）的長度都是兩個音拍。
 與  常被視為單音拍的理由，是因為就是字尾時可視為輔音/j/，這時  與  就被視為單音拍；反之，若後有其他輔音字母，則傾向於把視為元音，這時才會把  與  劃分為兩個音拍。
古希臘聲調常有一套完整的揚抑（contonation）。詳細來說，揚抑有可能是在某音节升起，並於隨後音節落下；也有可能是把這整套先升後降的過程壓縮在兩個音拍的音節內完成。而古希臘聲調的一般規律是，揚抑到字尾（或發音時被視為一個字來連誦的短语的字尾）最多間隔一個音拍。這個規則把古希臘語的聲調變化嚴格的限制在倒數三音節中，比如：
- 「四」：於這個音節升起，隨後於音節落下，與字尾間隔一個音拍。
- 「做」：於這個音拍升起，隨後於音節落下。

現代延續中古希腊语的傳統，在字母上標註以下標點符號來表示古希臘語的聲調：
(1)銳音符（◌́）：代表在某音節揚起的聲調。
(2)抑音符（◌̀ ）：尾音節銳音符的變體，也就是尾音節後沒有後置語素或標點符號時，尾音節的銳音符須改為抑音符。實際意義現在學界還無定論，但有可能代表聲調不要如單字單獨的念法般揚起。
(3)揚抑符（◌̂或◌̃）：代表揚抑壓縮在一個音節內的狀況。
聲調符號（與粗气符、柔氣符）標註在雙母音的第二個字母上；但如果雙母音包含被下標的，則標在第一個字母之上。另外聲調符號習慣置於粗气符與柔氣符之上。

#### 音節的術語
在討論古希臘聲調（或拉丁语的重音）時，雖然中文習慣以倒數第幾音節來描述相關的規律，但西方古典学传统上習慣以下面三個拉丁语形容詞來做說明：
- (ultimus)：本意是時間上「最後的」與空間上「最遠的」，代表倒數第一（因為離字首最遠），縮寫成U。
- (paenultimus)：前接副詞「幾乎」（並省略短尾元音）而來，代表倒數第二（幾乎離字首最遠），縮寫成P。
- (antepaenultimus)：前接副詞 / 介詞「之前」而來，代表倒數第三（倒數第二之前），縮寫成A。

古希臘語的音節劃分與拉丁语基本上是相同的，可參見拉丁语发音#音節的劃分。

#### 附著語素
古希臘語的附著語素（clitic）是一群本身沒有聲調起伏，大部分是單音節的單字。放在某單字前的稱為前置語素（proclitic），反之稱為後置語素（enclitic）。
常見的前置語素像是否定副詞（但出現在字尾時會變成有聲調的）、介詞、和與定冠詞的陽性與陰性單複數主格。通常不會改變後面單詞的聲調
常見的後置語素有不定代名詞的大部分變化型、不定形容詞、不定副詞、繫動詞「是」和動詞「說」大部分的现在时型態、某些小品詞和代名詞沒有聲調起伏的形式。
後置語素有可能會改變前面單字甚至是自己的聲調：
- 若前個單字的聲調符號在倒數第二音節，且後置語素為雙音節，則後置語素需在第二音節加上銳音符（ 的複數属格算例外之一，或說這個變化型不算後置語素）

- 若前個單字的倒數第二音節有抑音符，或是倒數第三音節有銳音符，則前個單字需在尾音節再加上銳音符。
- 前置語素若正好在後置語素前，則會得到銳音符。

#### 聲調的保守律
古希臘動詞变化的聲調大多遵守保守律（recessive rule），也就是只有銳音符且聲調揚抑到字尾間盡可能間隔一個音拍；換句話說，若尾音節元音為短，則銳音符在倒數第三音節；尾音節元音為長則銳音符在倒數第二音節上。

## 語法
以下的語法說明，同樣以阿提卡方言為準。

### 名詞
名詞根據以下的格位與數做屈折变化：
- 主格、屬格、與格、賓格和呼格
- 單數、雙數和複數（其中雙數是阿提卡方言特有的）

如-變格 / 第一變格陰性名詞「女神」：
|      | 單數 | 雙數 | 複數 |
| ---- | ---- | ---- | ---- |
| 主格 |      |      |      |
| 呼格 |      |      |      |
| 賓格 |      |      |      |
| 屬格 |      |      |      |
| 與格 |      |      |      |

如-變格 / 第二變格中性名詞「禮物」：
|      | 單數 | 雙數 | 複數 |
| ---- | ---- | ---- | ---- |
| 主格 |      |      |      |
| 呼格 |      |      |      |
| 賓格 |      |      |      |
| 屬格 |      |      |      |
| 與格 |      |      |      |

現代字典習慣以單數主格去表示古希臘名詞。
名詞的聲調是恆定的（persistent），也就是說單數主格的聲調符號在哪個音節，其他變化型的聲調幾乎都固定在那個音節且聲調的類型相同；但有以下例外規則：
- 若尾音節為長（雙音拍），倒數第二音節的揚抑符改為銳音符；或是倒數第三音節的銳音符移至倒數第二音節。
- -變格、-變格名詞的主格單數，若銳音符在尾音節上，則對於所有数的屬格和与格，都改在尾音節放揚抑符。
- -變格的複數屬格本來以-結尾，後來略縮成-（略縮的聲調規則請參見現在時一節）。

### 定冠詞
定冠詞須根據其指示之名詞的性、數與格位做變化：
|      | 陽性 | 陽性 | 陽性 | 陰性 | 陰性 | 陰性 | 中性 | 中性 | 中性 |
| 單數 | 雙數 | 複數 | 單數 | 雙數 | 複數 | 單數 | 雙數 | 複數 |      |
| ---- | ---- | ---- | ---- | ---- | ---- | ---- | ---- | ---- | ---- |
| 主格 |      |      |      |      |      |      |      |      |      |
| 賓格 |      |      |      |      |      |      |      |      |      |
| 屬格 |      |      |      |      |      |      |      |      |      |
| 與格 |      |      |      |      |      |      |      |      |      |

沒有呼格的變化。注意到陽性與陰性單複數主格沒有聲調，有學者認為這是為了避免與關係代名詞相同數格的變化（ὅς）混淆而產生的讀法。
事實上，本來是指示詞，但後來指示詞的功能被以下的所取代：
|      | 陽性 | 陽性 | 陽性 | 陰性 | 陰性 | 陰性 | 中性 | 中性 | 中性 |
| 單數 | 雙數 | 複數 | 單數 | 雙數 | 複數 | 單數 | 雙數 | 複數 |      |
| ---- | ---- | ---- | ---- | ---- | ---- | ---- | ---- | ---- | ---- |
| 主格 |      |      |      |      |      |      |      |      |      |
| 賓格 |      |      |      |      |      |      |      |      |      |
| 屬格 |      |      |      |      |      |      |      |      |      |
| 與格 |      |      |      |      |      |      |      |      |      |

忽略音調的話，的變化就只是的變化後接；而聲調改變的全是原先沒有聲調的型態，也就是陽性與陰性單複數主格，且它們增加的聲調正好符合前置語素接上後置語素的規則；再考慮到陽性複數賓格違反聲調的保守律（換句話說，很可能是個複合字），可以推測原先是一個後置語素，而只是後接的結果。

### 形容詞
形容词修飾名詞時，需依照被修飾名詞的性、數與格位做變化，以（元音變格 / 第一與第二變格）形容詞「好的」為例：
|      | 陽性 | 陽性 | 陽性 | 陰性 | 陰性 | 陰性 | 中性 | 中性 | 中性 |
| 單數 | 雙數 | 複數 | 單數 | 雙數 | 複數 | 單數 | 雙數 | 複數 |      |
| ---- | ---- | ---- | ---- | ---- | ---- | ---- | ---- | ---- | ---- |
| 主格 |      |      |      |      |      |      |      |      |      |
| 呼格 |      |      |      |      |      |      |      |      |      |
| 賓格 |      |      |      |      |      |      |      |      |      |
| 屬格 |      |      |      |      |      |      |      |      |      |
| 與格 |      |      |      |      |      |      |      |      |      |

可以發現元音變格的字尾與定冠詞十分接近，除了陽性單數主格、陰性雙數還有中性單數的主格與賓格。另外三性的雙數都有一模一樣的變化。
形容詞的聲調基本上跟名詞一樣是恆定的（固定在同個音節），但仍有不少例外。

### 動詞
古希臘文的動詞就像英文動詞，除了有擔當句子（或子句）的核心，從而依據主語的人稱、数與性和描述的時態、語氣（ mood）、語態（voice）做变化的普通限定型態，尚有：
- 不定詞型態：具有動名詞或補助另一個動詞的功能，不須隨執行不定詞動作的人事物的人稱、数與性來做變化，但仍有時態和語態上的變化，如：
「領導是困難的」
是動詞「領導」的現在時主動不定詞。不定詞當作名詞時被視為單數中性，所以形容詞「困難的」需要變成相應的中性主格單數型態。特別注意繫動詞（也就是「是」）常在這種形容詞當作定語的狀況被省略。
「我命令這支軍隊前進」
是「驅動」的現在時主動不定詞，在這裡當作動詞「命令」的補語。這裡是陰性名詞「軍隊」的單數賓格。
- 分词型態：具有形容詞的功能，除需依照其所修飾的名詞的人稱、数與性來做變化，還須按照描述的時態和語態做變化，如：
「那群在跳舞的女人」
是動詞「跳舞」的現在時中間態分詞的陰性複數主格(的略縮)型態（因為跳舞這個動作是作用在自身，所以是中間態）。這裡是陰性名詞「女人」的主格複數。

古希臘動詞有以下的語氣（ mood）和語態（voice）：
- 直陳語氣、祈使語氣（imperative mood）、虚拟语气和祈愿語氣（optative mood）
- 主動語態、中間被動語態

古希臘語剛開始只有主動和中間兩種語態，但後來大部分動詞的中間語態，都從作用在主語自身的用法，逐漸發展出被動的意義（如動詞的語意變化：我說服我自己→我讓自己被說服→我被某人說服），所以古希臘語的中間語態被歸類為中間被動語態。
但不定時的被動型態卻是從動詞的主動不及物型態發展出來的
- 前增 + 詞根+ 強時態幹元音 / 弱時態後綴 + 元音詞幹 + 第二主動人稱字尾

將來時的被動型態則是
- 詞根+ 強時態幹元音 / 弱時態後綴 +  + 元音詞幹 + 第一中間態人稱字尾

古風時期的確有常以（強）不定時中間語態表達被動意義的例子，但古典时代大多用前述的「不定時被動型態」；至於將來時，除了使用前述的「將來時被動型態」，有些動詞（如）的將來時中間語態的確還能表達被動的意義。
限定型態有下列可能的時態：
- 直陳語氣有全部七種時態: 現在時、將來時、 未完成時、不定時 、 完成時、 過去完成時與 將來完成時（最後兩者尤其是將來完成時非常少用）。
- 虚拟语气和祈使語氣（imperative mood）只有現在時、不定時和完成時。
- 祈愿語氣有現在時、 不定過去時、完成時和將來時。

不定詞和限定型態的祈願語氣相同，具有現在時、 不定過去時、完成時和將來時。

#### 元音詞幹
大略來說，古希臘語動詞的限定型態是由經過修飾的語幹後接上人稱字尾所構成的。而對語幹修飾的方法中，其中一種是在語幹和人稱字尾間插入元音詞幹，換句話說，如果人稱字尾以鼻音、 開頭則插入（或）；其他人稱字尾則插入（或）。根據變化時要不要插入元音詞幹，可以把古希臘動詞分為兩大類：
- -動詞：特徵在於直陳語氣的現在時主動單數第一人稱以結尾（或是直陳語氣的現在時中間被動第一人稱以結尾），大部分需要插入元音詞幹來做變化。且變化規則比較一致，佔古希臘動詞的大多數。
- -動詞：特徵在於直陳語氣的現在時主動單數第一人稱以結尾，大多不需插入元音詞幹來做變化。變化比較不規則，保留了許多原始印欧语系的特徵。如繫動詞「是」。

#### 人稱字尾
上小節提到-動詞和-動詞，可以注意到同人稱和數下，兩者有不同的人稱字尾。除此之外，時態和語態的不同也會影響人稱字尾。而根據人稱字尾的異同，可以把時態分為兩大類：
- 第一時態：與現在有關的時態，包括現在時、將來時、 完成時和將來完成時。
- 第二時態：與過去有關的時態，包括未完成時、不定時和過去完成時。

第一時態的人稱字尾是從現在時的人稱字尾延伸出來的；反之第二時態的人稱字尾是由未完成時的延伸出來的。所以現在時的人稱字尾被俗稱為第一人稱字尾；未完成時的則被俗稱為第二人稱字尾。
-動詞有以下的人稱字尾：
|        |          | 主動     | 主動     | 中間被動 | 中間被動 |
| 現在時 | 未完成時 | 現在時   | 未完成時 |          |          |
| ------ | -------- | -------- | -------- | -------- | -------- |
| 單數   | 第一人稱 | -        | -        | -        | -        |
| 單數   | 第二人稱 | - (gen.) | -        | -        | -        |
| 單數   | 第三人稱 | - (gen.) | (空字尾) | -        | -        |
| 雙數   | 第二人稱 | -        | -        | -        | -        |
| 雙數   | 第三人稱 | -        | -        | -        | -        |
| 複數   | 第一人稱 | -        | -        | -        | -        |
| 複數   | 第二人稱 | -        | -        | -        | -        |
| 複數   | 第三人稱 | - (sp.)  | -        | -        | -        |
| 不定詞 | 不定詞   | -        |          | -        |          |

-動詞則有以下的人稱字尾：
|        |          | 主動   | 主動     | 中間被動 | 中間被動 |
| 現在時 | 未完成時 | 現在時 | 未完成時 |          |          |
| ------ | -------- | ------ | -------- | -------- | -------- |
| 單數   | 第一人稱 | -      | -        | -        | -        |
| 單數   | 第二人稱 | -      | -        | -        | -        |
| 單數   | 第三人稱 | -      | (空字尾) | -        | -        |
| 雙數   | 第二人稱 | -      | -        | -        | -        |
| 雙數   | 第三人稱 | -      | -        | -        | -        |
| 複數   | 第一人稱 | -      | -        | -        | -        |
| 複數   | 第二人稱 | -      | -        | -        | -        |
| 複數   | 第三人稱 | -      | -        | -        | -        |
| 不定詞 | 不定詞   | -      |          | -        |          |

#### 現在時
現代的古希臘文字典習慣以直陳語氣現在時第一人稱單數的限定型態來表示一個動詞，所以對於的-動詞來說，去掉第一人稱字尾的或是（因為有的-動詞缺乏主動型態）就可以得到現在式詞幹。然後將現在時詞幹接上元音詞幹和人稱字尾，理應就可以得到所有直陳語氣下的現在時變化（直述現在時型態的聲調符合保守規則），但事實上仍有不少例外規則，如：
| 「傳遞」 的直述現在時 | 單數     | 單數     | 單數     | 雙數     | 雙數     | 複數     | 複數     | 複數     |
| 「傳遞」 的直述現在時 | 第一人稱 | 第二人稱 | 第三人稱 | 第二人稱 | 第三人稱 | 第一人稱 | 第二人稱 | 第三人稱 |
| --------------------- | -------- | -------- | -------- | -------- | -------- | -------- | -------- | -------- |
| 主動                  |          |          |          |          |          |          |          |          |
| 中間被動              |          |          |          |          |          |          |          |          |

-動詞現在時主動的單數、複數第三人稱是直接與語幹相接（因為元音詞幹和人稱字尾已經融合了）；另外中間被動的單數第二人稱照理來說應該是 +  + ，但人稱字尾的被略去，隨後產生了 +  → 的元音略縮，才變成上面的型態。
現在時型態在元音略縮型態後，聲調符合以下規律：
- 若略縮前銳音符加在略縮前的第一個元音，則略縮後的聲調是改為抑揚符；反之銳音符若在原來第二個字母上，略縮後也是銳音符。
- 若沒有銳音符，略縮後也不增加任何聲調。

古希臘語為了避免兩個元音直接連讀，若一個以元音結尾的單字後面有個以元音開頭的單字，前面的單字常常會多後接一個。這就是上表主動第三人稱後面括弧的意義。這個插入的被稱為可移動的（movable Nu）。
除了以上所提的例外規則，還需考慮現在式詞幹本身與人稱字尾產生（可能不只一次的）元音略縮的可能，如：
| () 「看」 的直述現在時 | 單數     | 單數     | 單數     | 雙數     | 雙數     | 複數     | 複數     | 複數     |
| () 「看」 的直述現在時 | 第一人稱 | 第二人稱 | 第三人稱 | 第二人稱 | 第三人稱 | 第一人稱 | 第二人稱 | 第三人稱 |
| ---------------------- | -------- | -------- | -------- | -------- | -------- | -------- | -------- | -------- |
| 主動                   | ()       | ()       | ()       | ()       | ()       | ()       | ()       | ()       |
| 中間被動               | ()       | ()       | ()       | ()       | ()       | ()       | ()       | ()       |

（簡略起見，上表沒有標示可移動的）
 是  的略縮型態（常用於詩歌中，反之未略縮用於散文），因為中間發生了 +  → 的元音略縮。上表將略縮前的形式寫在括弧中，像是第二人稱第三人稱單數主動的和，就是發生了 +  (gen.) → 的略縮，才變成 和 ，這也佐證了第二人稱第三人稱單數主動的人稱字尾的都是真雙母音。同法可以佐證第三人稱複數主動的人稱字尾的是假雙元音。
上表第二人稱單數的中間被動，照理來說應該是 +  + ，但阿提卡方言的常常消失，這樣就剩下 +  + ，然後考慮到 +  → 的元音略縮就會變成真正的未略縮型 + 。剩下的略縮型是透過 +  → 的元音略縮變化出來的。
-動詞的現在時照理來說，是現在時詞幹加上人稱字尾（且聲調大致上也是保守的），但仍有許多例外，如：
| 「展示」 的直述現在時 | 單數     | 單數     | 單數     | 雙數     | 雙數     | 複數     | 複數     | 複數     |
| 「展示」 的直述現在時 | 第一人稱 | 第二人稱 | 第三人稱 | 第二人稱 | 第三人稱 | 第一人稱 | 第二人稱 | 第三人稱 |
| --------------------- | -------- | -------- | -------- | -------- | -------- | -------- | -------- | -------- |
| 主動                  |          |          |          |          |          |          |          |          |
| 中間被動              |          |          |          |          |          |          |          |          |

與現在時詞幹-相比，只有單數主動的元音長短和詞幹相同，其他的通通縮短成。但更有-動詞打破了詞幹、人稱字尾和聲調保守的規則，如繫動詞「是」：
| 「是」 的直述現在時 (阿提卡方言) | 單數     | 單數     | 單數     | 雙數     | 雙數     | 複數     | 複數     | 複數     |
| 「是」 的直述現在時 (阿提卡方言) | 第一人稱 | 第二人稱 | 第三人稱 | 第二人稱 | 第三人稱 | 第一人稱 | 第二人稱 | 第三人稱 |
| -------------------------------- | -------- | -------- | -------- | -------- | -------- | -------- | -------- | -------- |
| 主動                             |          |          |          |          |          |          |          |          |

注意到沒有中間被動型態，且除了單數第二人稱，全都是附著語素（考慮到它們常依據後置語素的聲調規則而在第二音節標上銳音符，傳統上會把銳音符連帶包含在單獨的型態上，但本條目為避免混淆不這樣表示）。
考慮到同為印欧语系的梵语，其繫動詞現在時主動人稱字尾是：
|          | 單數     | 單數     | 單數     | 雙數     | 雙數     | 雙數     | 複數     | 複數     | 複數    |
| 第一人稱 | 第二人稱 | 第三人稱 | 第一人稱 | 第二人稱 | 第三人稱 | 第一人稱 | 第二人稱 | 第三人稱 |         |
| -------- | -------- | -------- | -------- | -------- | -------- | -------- | -------- | -------- | ------- |
| 主動     | - /mɪ/   | - /sɪ/   | - /tɪ/   | - /ʋɐs/  | - /tʰɐs/ | - /tɐs/  | - /mɐs/  | - /tʰɐ/  | - /ntɪ/ |

還有多利亞方言的現在時變化：（注意雙數是阿提卡方言特有的）
| 「是」 的直述現在時 (多利亞方言) | 單數     | 單數     | 單數     | 複數     | 複數     | 複數     |
| 「是」 的直述現在時 (多利亞方言) | 第一人稱 | 第二人稱 | 第三人稱 | 第一人稱 | 第二人稱 | 第三人稱 |
| -------------------------------- | -------- | -------- | -------- | -------- | -------- | -------- |
| 主動                             |          |          |          |          |          |          |

這樣可以假設原來的現在時詞幹是-，原始的主動單數第一人稱應為*（星號表示還未有文獻紀錄的支持），在失去中間的後，發生补偿延长才變成；類似地，原始的主動單數第二人稱應為（正好是史詩希腊语的主動單數第二人稱），在失去中間的後才被合併成；在這個觀點下，實際應上是「規則變化」，但阿提卡方言-動詞的單數第三人稱字尾大多從-變成-；另外原始第三人稱複數人稱字尾-的應該是消失，然後發生补偿延长使*變成。
現在時的不定詞是現在時詞幹加上(元音詞幹與)對應語態的不定詞字尾（見人稱字尾一節的表格），但聲調不符合保守規則：
- 現在時主動不定詞和-動詞的現在中間被動不定詞，（未略縮型）在現在時詞幹的最後一個音節上放銳音符
- -動詞現在時中間被動不定詞的聲調起伏在倒數第三音節。

如：
|       | 現在時詞幹 | 現在時主動不定詞 | 現在時中間被動不定詞 |
| ----- | ---------- | ---------------- | -------------------- |
| -動詞 | - 「傳遞」 | ( + )            |                      |
| -動詞 | - 「看」   | ( + → )          | ()                   |
| -動詞 | - 「展示」 |                  |                      |
| -動詞 | *- 「是」  |                  |                      |

上表其實自動佐證了-是元音詞幹和不定詞字尾的略縮（ +  →  sp.），因為略縮成的過程正好是 + (sp.) → 。
注意到上表-的兩個不定詞都是不規則的，因為都縮短成。至於的主動現在時不定詞，大概是 + 之後消失而發生了补偿延长才變成。

#### 未完成時與前增
動詞的未完成時型態來自於未完成詞幹，而未完成時詞幹是對現在時詞幹前增（augment）所構成的。而前增分為以下兩種：
(1)音節前增（syllabic augment）：如果詞幹以輔音開頭，那就在詞幹前接 （不含/h/的純/e/），但如果現在時詞幹本身是由更簡單的詞幹和源於介詞的前綴所組成，那必須接在介詞前綴之後（且介詞的尾短母音通常會被省略），如
| 動詞     | 現在時詞幹 | 未完成時詞幹 |
| -------- | ---------- | ------------ |
| 「傳遞」 | -          | -            |
| 「殺」   | -          | -            |

有些元音開頭的詞幹卻好似音節前增後略縮：
| 動詞   | 現在時詞幹 | 未完成時詞幹 |
| ------ | ---------- | ------------ |
| 「有」 | -          | -            |

學者推測原先有個消失的，由*-失去後略縮成-。
(2)長度前增（temporal augment）：如果詞幹以元音開頭，則依據以下的規則來「拉長」：
 → ,   → ,   → ,   → ,   → ,   → ,   → ,   → ,   → ,   → 
其他以開頭，或是以長元音、雙元音開頭的詞幹則完全不作任何更動。長度前增遇到源於介詞的前綴時，仍須把「拉長」的對象放在前綴後面的詞幹上，如：
| 動詞     | 現在時詞幹 | 未完成時詞幹 |
| -------- | ---------- | ------------ |
| 「到達」 | -          | -            |

但字首元音帶有粗氣符的動詞，有時就好似採用音節前增後，省略粗氣符所帶的/h/後再略縮的結果：
| 動詞       | 現在時詞幹 | 未完成時詞幹 |
| ---------- | ---------- | ------------ |
| 「拉、拖」 | -          | -            |

或許這個/h/本來是，而使未完成詞幹經歷了某種混合輔音弱化（/s/→/h/）和略縮的音變，使得*- → - 。
在阿提卡方言和伊奧尼亞方言之外，其他方言的字首和卻依據以下規則來長度前增：
 → ,   → 
一般來說，-動詞的未完成時詞幹接上元音詞幹和第二人稱字尾就是直陳語氣下的未完成時變化，但仍需考慮元音略縮的可能，像：
| 「傳遞」 的直述未完成時 | 單數     | 單數     | 單數     | 雙數     | 雙數     | 複數     | 複數     | 複數     |
| 「傳遞」 的直述未完成時 | 第一人稱 | 第二人稱 | 第三人稱 | 第二人稱 | 第三人稱 | 第一人稱 | 第二人稱 | 第三人稱 |
| ----------------------- | -------- | -------- | -------- | -------- | -------- | -------- | -------- | -------- |
| 主動                    |          |          | ()       |          |          |          |          |          |
| 中間被動                |          |          |          |          |          |          |          |          |

照理來說，中間被動的單數第二人稱應該是 +  + ，但人稱字尾的消失了，然後因為 +  →  的元音略縮，變成 + 。這樣再考慮到未完成時的聲調符合保守規則，就會得到。 
-動詞的未完成時一樣需要考慮詞幹與人稱字尾略縮的可能，如： 
| () 「居住」 的直述未完成時 | 單數     | 單數     | 單數     | 雙數     | 雙數     | 複數     | 複數     | 複數     |
| () 「居住」 的直述未完成時 | 第一人稱 | 第二人稱 | 第三人稱 | 第二人稱 | 第三人稱 | 第一人稱 | 第二人稱 | 第三人稱 |
| -------------------------- | -------- | -------- | -------- | -------- | -------- | -------- | -------- | -------- |
| 主動                       | ()       | ()       | ()       | ()       | ()       | ()       | ()       | ()       |
| 中間被動                   | ()       | ()       | ()       | ()       | ()       | ()       | ()       | ()       |

略縮後的聲調同樣符合現在時的規則。 
-動詞的未完成時常常不規則，如： 
| 「是」 的直述未完成時 | 單數     | 單數     | 單數     | 雙數     | 雙數     | 複數     | 複數     | 複數     |
| 「是」 的直述未完成時 | 第一人稱 | 第二人稱 | 第三人稱 | 第二人稱 | 第三人稱 | 第一人稱 | 第二人稱 | 第三人稱 |
| --------------------- | -------- | -------- | -------- | -------- | -------- | -------- | -------- | -------- |
| 主動                  | /        |          |          |          |          |          |          |          |

假設現在時詞幹是*-的話，字首的確是 → 的長度前增，但單數二三人稱和複數第三人稱甚至連人稱字尾都找不出來。 
有時在後世的詩歌或仿荷馬的史詩裡，未完成時不加前增。 
前增有時替代重復，見后。

#### 完成時與重復
完成時、過去完成時和將來完成時的幾乎所有形式重復動詞詞幹的首音節。(注意完成時的一些不規則形式不重復，而少數不規則不定過去時卻重復)。有三種類型的重復:
- 音節重復: 多數動詞開始於一個單一輔音，或一個輔音帶一個響音的輔音簇，增加由詞首輔音和隨后的 e 構成的一個音節。但是送氣輔音重復它的不送氣對應者: 格拉斯曼定律。
- 前增: 開始於元音，和開始於不是前面指出的那種輔音簇的動詞(和偶爾一些其他動詞)，以同前增相同的方式重復。這殘余在完成式的所有形式中，不只是直陳語氣。
- 阿提卡式重復: 開始於 a、e 或 o，跟隨著一個響音(或偶爾的 d 或 g) 的動詞，通過增加由詞首元音和隨后的輔音構成的音節，并加長隨后的元音來做重復。因此  -> ， -> ， -> ， -> 。儘管叫這個名字，它實際上不特定於阿提卡希臘語，但在阿提卡希臘語中被推廣。這最初涉及重復由一個喉音和響音構成的輔音簇；因此隨著正常希臘語喉音的發展為 h₃l -> h₃leh₃l -> 。(帶有塞音的形式也是類似的)。

不規則重復可以按歷史演進來理解。例如，λαμβάνω (詞根 λαβ-) 有完成時詞幹 εἴληφα (不是 *λέληφα) 因為它最初是 σλαμβάνω，有完成時 σέσληφα，通過(半)規則變化而變成了 εἴληφα。
重復還能在特定動詞的現在時詞幹中見到。這些詞幹增加由詞根的詞首輔音和隨后的 i 構成的音節。鼻音出現在某些動詞中的重復之后。

## 語言樣本

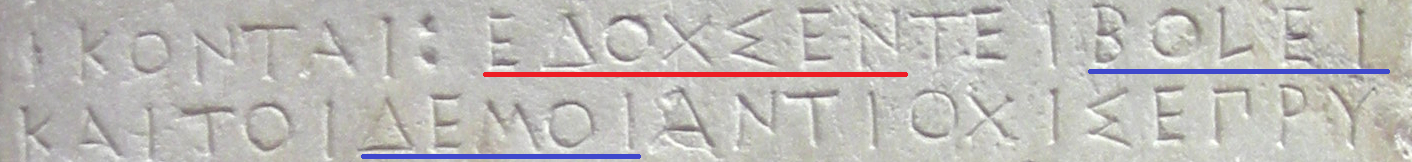
原文（老雅典）： ΕΔΟΧΣΕΝ ΤΕΙ ΒΟΛΕΙ ΚΑΙ ΤΟΙ ΔΕΜΟΙ
現代拼寫：Ἔδοξεν τῇ Βουλῇ καὶ τῷ Δήμῳ
翻譯：議會與公民已決定....
注意現代拼寫的λ 被書寫為

雅典的人們，我的控告者們是怎麼影響你們的，我不知道。至於我，我自己也有點渾然自失了，他們說得可真是充滿說服力。而他們說的話裏，簡直沒有真話。
——柏拉圖，《蘇格拉底的申辯》

## 參看
- 多調正寫法
- 古希臘語音系
- 古希臘語語法 (表格)
- 古希腊语方言
- 古希臘語語法
- 希腊字母
- 希臘語變音符號
- 希腊语
- 希臘語族
- 纯正希腊语
- 通用希臘語
- 英语中的希腊和拉丁语词根
- 希腊语短语列表（主要是古希腊语）
- 中古希腊语
- 现代希腊语
- 邁錫尼希臘語
- 原始希臘語
- 当代希腊语变体

## 引用
1. ↑  Hammarström, Harald; Forkel, Robert; Haspelmath, Martin; Bank, Sebastian (编). . . Jena: Max Planck Institute for the Science of Human History. 2016.
2. ↑  This one is to be found in recent versions of the Encyclopedia Britannica, which also lists the major works defining the subject.
3. ↑  Willets 1967, p. 8
4. ↑  Χριστίδης, Αναστάσιος Φοίβος. . Cambridge University Press. 2007: 270–270. ISBN 0521833078.
5. ↑  Adolf, Kirchhoff. . Berlin, Dümmler. 1877: 180–180.
6. ↑  如：以弗所碑文（西元前7~6世紀）的 「四」。以弗所屬於伊奧尼亞方言的區域，但以古典時期的伊奧尼亞方言記為；阿提卡方言則記為。
7. ↑  D'Angour, Armand. . Bulletin of the Institute of Classical Studies. 1999,. Vol. 43: 109-130  [2024-01-25]. （原始内容存档于2024-01-25） –JSTOR.
8. ↑  Mastronarde, Donald J.　Mastronarde. . California. 2013: 15–16. ISBN 978-0520078444.
9. ↑  Allen, W. Sidney. . Cambridge University Press. 1968: 67–68 72–72.
10. ↑  Mastronarde, Donald J.　Mastronarde. . California. 2013: 385. ISBN 978-0520078444.
11. ↑  Mastronarde, Donald J.　Mastronarde. . California. 2013: 17–18. ISBN 978-0520078444.
12. ↑  Mastronarde, Donald J.　Mastronarde. . California. 2013: 108, 111. ISBN 978-0520078444.
13. ↑  Mastronarde, Donald J.　Mastronarde. . California. 2013: 91. ISBN 978-0520078444.
14. ↑  Mastronarde, Donald J.　Mastronarde. . California. 2013: 243, 245. ISBN 978-0520078444.
15. ↑  Mastronarde, Donald J.　Mastronarde. . California. 2013: 150–151, 159. ISBN 978-0520078444.
16. ↑  Mastronarde, Donald J.　Mastronarde. . California. 2013: 130. ISBN 978-0520078444.
17. ↑  Mitchell, Eva A. . 1984  [2024-01-24]. （原始内容存档于2024-05-07）.
18. ↑  Major, Wilfred E. .   [2024-01-22]. （原始内容存档于2024-06-16）.
19. ↑  Smyth, Herbert Weir. . Harvard University Press. : 211.
20. ↑  Palmer, Leonard. . Norman, OK: University of Oklahoma Press. 1996: p. 262. ISBN 0806128445.
21. ↑  .   [2012-12-15]. （原始内容存档于2020-10-01）.

## 外部連結
- Recitation of classics books
- Perseus Greek and Roman Materials（页面存档备份，存于）
- Perseus Greek dictionaries（页面存档备份，存于）
- Free Lessons in Ancient Greek, Bilingual Libraries, Forum （页面存档备份，存于）
- Ancient Greek Tutorials（页面存档备份，存于）
- A more extensive grammar of the Ancient Greek language （页面存档备份，存于）
- New Testament Greek（页面存档备份，存于）
- Ancient Lives | Transcribe